# Gladiolus decoratus
Gladiolus decoratus es una especie de gladiolo que se encuentra en Tanzania y Mozambique.  

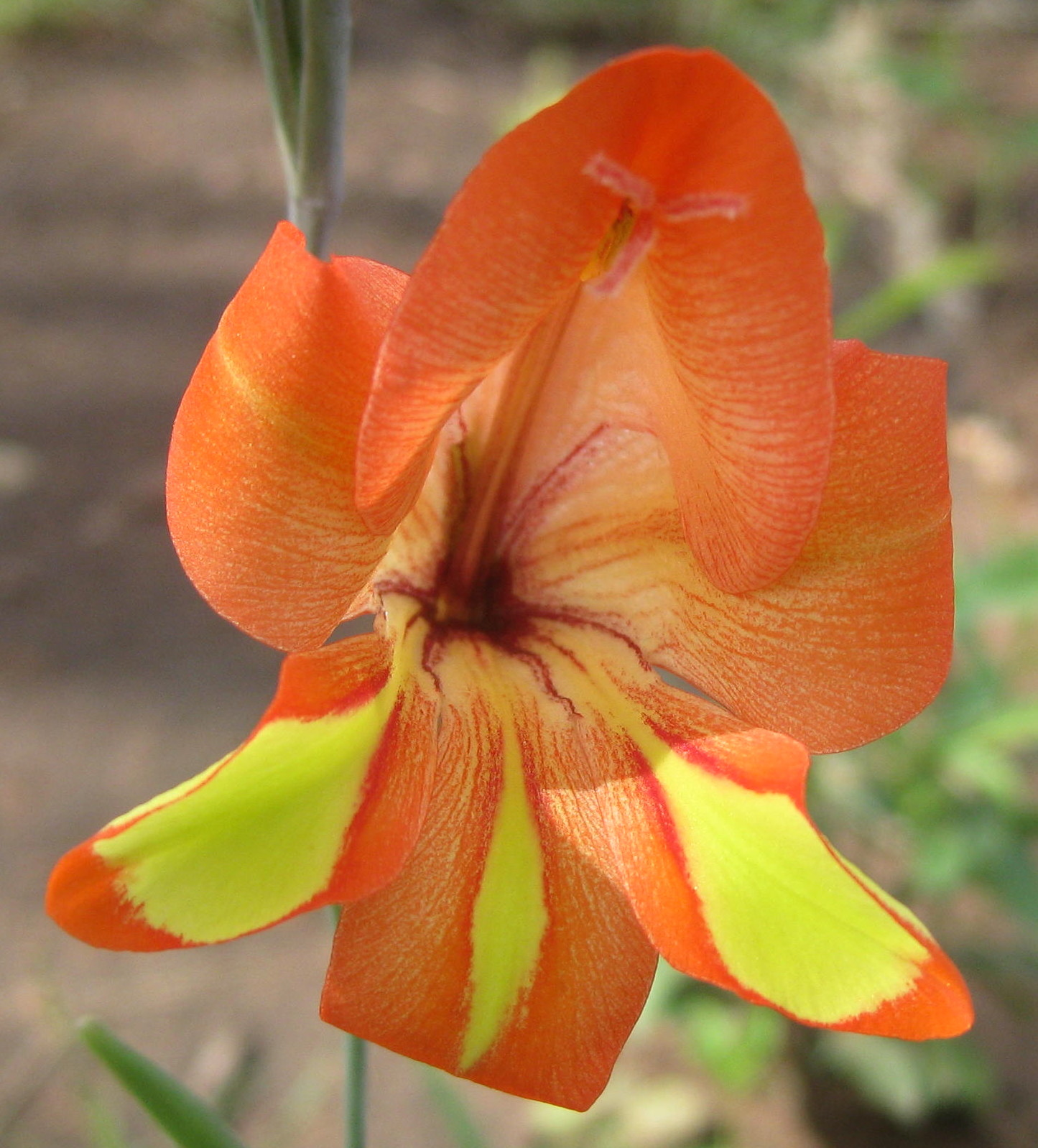
Flor

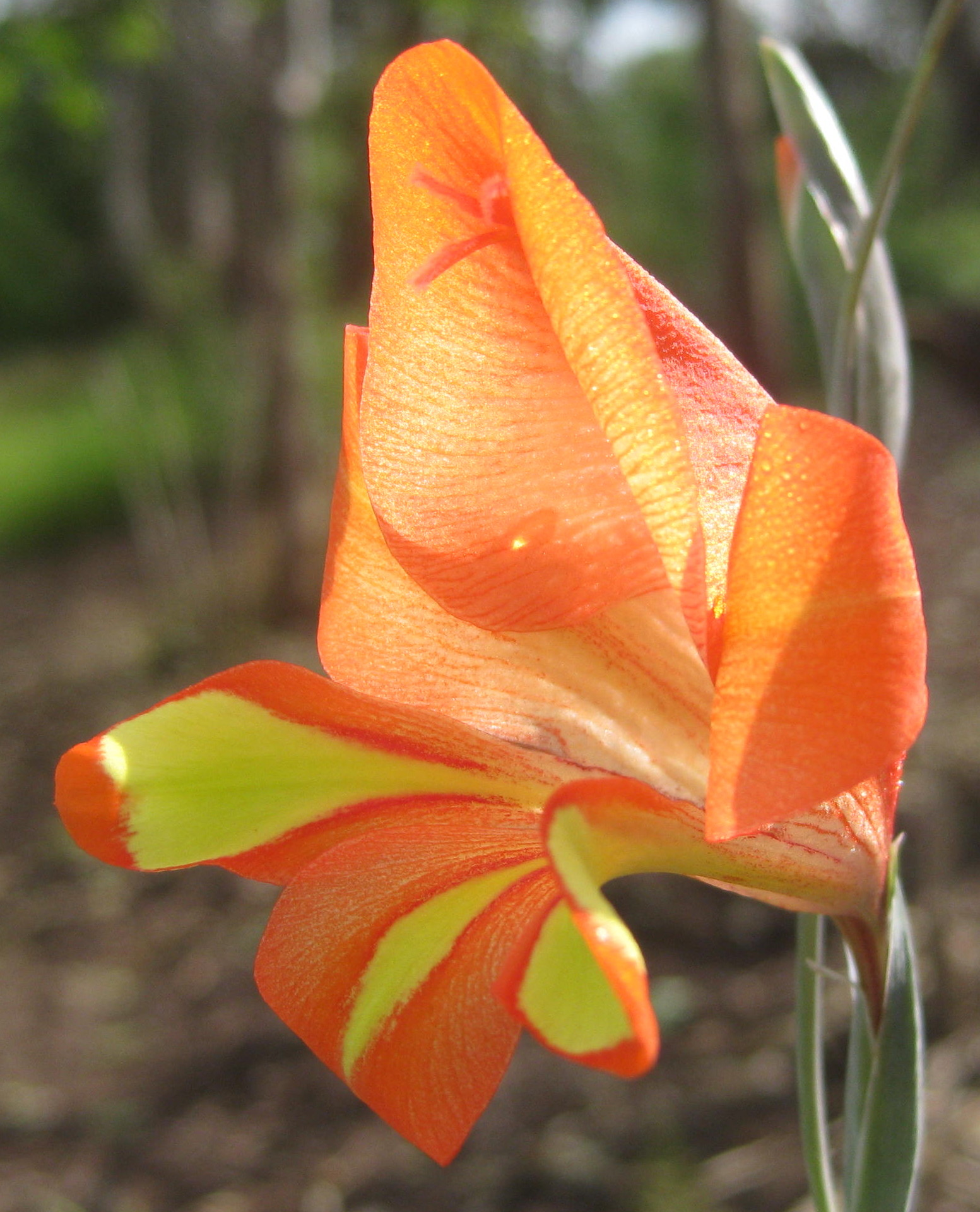
Flor

## Descripción
Gladiolus decoratus es una hierba que alcanza un tamaño de 45-80 cm de altura; el cormo de 1,5-2,5 cm de diámetro, con túnicas inicialmente membranosas, convirtiéndose ± fibras fibrosas y enmarañadas, de color marrón, encierra numerosos pequeños cormlets; hojas 4-5, con textura bastante suave con distintiva venación y márgenes pero no engrosados; flores de color naranja brillante de color rojo o rojo oscuro, tépalos inferiores con una mediana de color blanco a raya amarilla; dorsal tepal mayor, 4,5-5,5 cm de largo; tubo de 2,5-3,5 cm de largo; el fruto es una cápsula elíptica, de 1,8-2,7 cm de largo.

## Ecología
Se encuentra en los bosques en afloramientos rocosos y pedregales y otros sitios más abiertos; a una altitud de hasta 2000 metros.
Es confundida con Gladiolus rupicola y Gladiolus oligophlebius.

## Taxonomía
Gladiolus decoratus fue descrita por  John Gilbert Baker y publicado en Journal of Botany, British and Foreign 14: 333. 1876.
Etimología
Gladiolus: nombre genérico que se atribuye a Plinio y hace referencia, por un lado, a la forma de las hojas de estas plantas, similares a la espada romana denominada "gladius". Por otro lado, también se refiere al hecho de que en la época de los romanos la flor del gladiolo se entregaba a los gladiadores que triunfaban en la batalla; por eso, la flor es el símbolo de la victoria.
decoratus: epíteto latíno que significa "decorativa".
Sinonimia
- Gladiolus kirkii Baker
- Gladiolus morrumbalaensis De Wild.
- Gladiolus quilimanensis Baker
- Gladiolus zanguebaricus Baker[7][8]